# Anna Åström
Pour les articles homonymes, voir Åström.
Anna Åström, née le 5 novembre 1990 à Gråbo, près de Lerum, en Suède, est une actrice suédoise. 

## Biographie
Anna Åström a tenu des rôles principaux dans des longs métrages comme Home is Here ou Vi (littéralement : Nous) et a joué des seconds rôles dans d'autres films, aussi bien suédois qu'internationaux. Elle est apparue dans plusieurs courts métrages et dans des séries télévisées suédoises, dont Black Lake (Svartjön). Elle a également participé à de nombreuses productions théâtrales, au Théâtre national de Stockholm et au théâtre dramatique royal. 

## Filmographie partielle

### Au cinéma
- 2010 : Pure
- 2012 : Prime-time (vidéo)
- 2012 : Shoo bre
- 2013 : Vi de Mani Maserrat : Ida[5]
- 2016 : Dans la forêt
- 2016 : Home Is Here
- 2019 : How You Look at Me
- 2019 : Midsommar : Karin

#### Courts métrages
- 2011 : Welcome to Caligola (court métrage)
- 2012 : Göra slut (court métrage)
- 2013 : The Expedition (court métrage)
- 2014 : Sleeper Cell (court métrage)
- 2015 : Utopic Dystopia (court métrage)
- 2015 : Kerstin Ström (court métrage)
- 2018 : Excuse Me, I'm Looking for the Ping-pong Room and My Girlfriend) (court métrage)

### À la télévision
- 2002 : Dieselråttor och sjömansmöss (série télévisée)
- 2010 : Kommissarie Winter (série télévisée)
- 2011 : Drottningoffret (mini série télévisée)
- 2011 : Irene Huss (série télévisée)
- 2012 : Arne Dahl: Ont blod (mini série télévisée)
- 2012 : Kontoret (série télévisée)
- 2012 : Real Humans : 100 % humain (série télévisée)
- 2013-2014 : Vikings (série télévisée)
- 2014 : Viva Hate (mini série télévisée)
- 2015 : Code 100 (série télévisée)
- 2016 : Svartsjön (série télévisée)

## Récompenses et distinctions
- (en) Anna Åström: Awards, sur l'Internet Movie Database